# Nertil Ferraj
Nertil Ferraj (ur. 11 września 1987 w Tiranie) – albański piłkarz, grający na pozycji obrońcy. W sezonie 2021/2022 zawodnik KF Luzi United, którego jest kapitanem. Jednokrotny reprezentant kraju. 

## Kariera klubowa

### Początki w Dinamie Tirana (2005–2011)
Zaczynał karierę w Dinamie Tirana, do pierwszego zespołu przebił się w 2005 roku. W sezonach 2007/08 i 2009/10 zostawał mistrzem kraju, a łącznie w tym klubie zagrał 111 meczów i strzelił 3 gole.

### KF Tirana (2011–2013)
1 lipca 2011 roku przeniósł się do KF Tirana. W tym klubie zadebiutował 12 września w meczu przeciwko KF Teuta, przegranym 0:1, grając 35 minut. Łącznie w stołecznym klubie zagrał 29 meczów. Z tym klubem w sezonie 2011/12 zdobył Superpuchar Albanii.

### KS Kastrioti (2013–2014)
30 sierpnia 2013 roku przeszedł do KS Kastrioti. Debiut w tym klubie zaliczył dzień później w meczu przeciwko FK Partizani, przegranym 0:2, grając 49 minut. Pierwszego gola strzelił 22 września w meczu przeciwko Flamurtari, wygranym 0:1. Jedynego gola strzelił w 74. minucie. Łącznie w Kastrioti zagrał 29 meczów i strzelił 4 gole.

### Powrót do Dinama (2014–2015)
4 września 2014 roku wrócił do Dinama. Zagrał tam 22 mecze i strzelił gola.

### Teuta Durrës (2015–2016)
19 sierpnia 2015 roku został graczem Teuty Durrës. W tym klubie zadebiutował 22 sierpnia w meczu przeciwko Flamurtari, wygranym 0:1, grając 23 minuty. Łącznie zagrał 7 meczów.

### FK Kukësi (2016)
20 stycznia 2016 roku przeszedł do FK Kukësi. Zadebiutował tam 31 stycznia w meczu przeciwko Bylisowi, wygranym 3:0, grając 9 minut. Łącznie zagrał 5 meczów. Zdobył też puchar Albanii.

### KS Kamza (2016–2017)
23 września 2016 roku trafił do KS Kamza. W tym zespole zagrał 22 mecze.

### KF Vora (2017–2019)
1 lipca 2017 roku przeniósł się do KF Vora. Zagrał tam 9 meczów i strzelił gola.

### KF Luzi United (2020–)
1 września 2020 roku przyszedł do KF Luzi United.

## Kariera reprezentacyjna
Zagrał jeden mecz – 17 lutego 2010 roku w meczu przeciwko reprezentacji Kosowa, wygranym 2:3.